# J Balvin
José Álvaro Osorio Balvin (Medellín, Colòmbia, 7 de maig de 1985) conegut artísticament com a J Balvin, és un cantant, compositor i productor musical colombià de música urbana i Reggaeton. Des de molt jove va mostrar interès per la música urbana. En els seus inicis musicals, va fer part de diverses bandes de rock, després va formar un grup de rap i en 2004 va llançar la seva primera cançó com solista. En 2009 es converteix en artista per a diverses emissores de Colòmbia. En el 2010 va firmar un contracte musical amb EMI Music. Així llança el seu àlbum debut Real, que va ser certificat disc d'or a Colòmbia. El 2012, llança el seu segon àlbum El negocio, aquest va tenir tres senzills, «Sin compromiso», «Me gustas tu» i «En lo oscuro». «En lo oscuro» es va posar en la primera posició del llistat National Report de Colòmbia, sent el seu primer número u en el seu país.
El seu tercer àlbum d'estudi La Família va ser un èxit internacional, en certificar discos d'or, platí i multiplatí en diversos països. «6 AM» va ser el senzill amb més èxit d'aquest projecte al aconseguir els cinc primers en els llistats de Billboard, a més es va convertir en el primer tema a guanyar un disc de diamant als Estats Units. «Ay vamos», va ser número u en Hot Latin Songs de Billboard, i també va guanyar un disc de diamant als Estats Units. Aquest tema li va donar a Balvin el seu primer premi Grammy Latino. En el 2015, llança «Ginza», el seu primer senzill del següent àlbum. Aquest tema es posa número u en Estats Units, així com a Mèxic i Espanya, sent l'èxit internacional de l'artista, ja que a més va ingressar a la llista Billboard Hot 100, en la posició 84, és així el seu primer senzill en aquesta llista.

## Biografia i carrera artística

### 1985-2009: primers anys de vida
José Álvaro Osorio va néixer el 7 de maig de 1985 a la ciutat de Medellín, Colòmbia. És fill de José Álvaro Osorio qui a més és el seu manager i Alba Mery Vásquez. Té una germana menor anomenada Carolina, qui és model. Balvin va començar a fer música des de molt aviat, interessant-se per gèneres com el hip hop, als 14 anys. Després d'acabar l'escola, va viatjar a Oklahoma, com a part d'un intercanvi cultural, a més de viure un temps a Nova York, on va afermar el seu gust pel gènere urbà. En la seva etapa d'estudiant de secundària va fer part de diverses bandes de rock, que, tot i no tenir nom, tocaven cançons de Nirvana, Metallica i Nans Verds. Més endavant, mentre estudiava les carreres de negocis internacionals i comunicació social a la Universitat EAFIT va pertànyer a la banda de rap MDL Crew, -actualment anomenada Universitat del carrer, per la qual cosa va interrompre els seus estudis en el setè semestre.

Ja en 2004 llança la seva primera producció com a solista, una cançó titulada «Panas», la qual parla de l'amistat amb la qual va ingressar al mercat del reguetón. Dos anys més tard llança dues cançons titulades «Sencillo» i «La playa». En 2009, llançaria el senzill «Ella me cautivo», que li va donar un reconeixement nacional; convertint-se en artista revelació del 2009 per l'emissora La Mega de RCN Ràdio, així com a artista d'estiu de Los 40 Principales i compositor revelació per la governació d'Antioquia.

### 2010-2012: Real y El negocio
El 2010, l'artista va signar un contracte discogràfic amb el segell Machete Music i més tard amb EMI Music. Així el 7 de maig de 2010 llança el seu àlbum debut, titulat Real. El disc va ser un èxit en el seu pais natal, Colòmbia, al punt de rebre un disc d'or per les seves altes vendes. El tema que li va donar grans èxits en 2009, «Ella me cautivo» va tenir una acollida internacional, exactament als Estats Units, ja que ingrés a la llista Tropical Songs de Billboard en la posició 35, es converteix en la seva primera entrada en una llista internacional.

En aquest mateix any, llança tres senzills que van tenir una acollida radial : «Sin compromiso », «Me gustas tu» i « En lo oscuro». «En lo oscuro» es va posicionar en la primera posició del llistat National Report de Colòmbia, sent el seu primer número u en el seu país. En 2010, l'artista va començar a obrir-se pas en el mercat internacional, tenint presentacions en ciutats com Nova Jersey, Boston, Nova York, Orlando i Miami, així com la seva música s'escoltava en diversos països d'Amèrica Latina. En 2011, l'artista llança el seu segon àlbum d'estudi, titulat El negocio. Aquest mateix any va iniciar una gira per Europa, on es va esgotar el 80% de la taquilla en diverses dates. El 28 de febrer de 2012 llança un mixtape homónim. Durant aquest lapse de temps, l'artista va guanyar múltiples premis, com: la nostra Terra i premis Shock, on entre altres va ser reconegut com a artista de l'any.

A mitjans de 2012, l'artista va llançar «Yo te lo dije», que seria el senzill debut del seu tercer àlbum d'estudi. El tema va aconseguir la primera posició a Colòmbia sent la seva segona cançó número u a Colòmbia, mentre que a Veneçuela es va convertir en la seva primera entrada en ingressar a la posició 77 en Record Report. L'èxit de la cançó es va estendre als Estats Units, on el tema es va situar en la casella 13 i 9 de Hot latin Songs i Latin Pop Songs de Billboard respectivament, sent el seu primer senzill en dues llistes, a més de ser la segona cançó de airplay en latin rhythm. Per la seva banda «Tranuila» es va llançar al mercat com el segon senzill del futur àlbum, aquest es va posicionar en la casella 3 a Colòmbia i a la 78 en Veneçuela. Aquests dos senzills van ser certificats amb dos discos de platí i platí per part de la RIAA per al mercat llatí.

### 2013:La familia i l'èxit internacional
A començament del 2013 l'artista va llançar el senzill «Sola», que es convertiria en el seu tercer número u a Colòmbia, alhora que va ser certificat or per la RIAA als Estats Units. L'artista va fer el seu debut en viu per al mercat llatí als Estats Units durant els Premis Joventut, on va interpretar «Yo te lo dije». Seguit d'això, l'artista va llançar el tema «6 AM», al costat del cantant Farruko. El tema es convertiria en un èxit en aconseguir la quarta posició en el llistat d'Hot Latin Songs, a més de durar diverses setmanes al cim de Latin Rhythm Airplay. A Llatinoamèrica el tema va tenir una bona rebuda : Es va fer amb la quarta posició en Colòmbia i Veneçuela, en aquest primer es va dur tres discos de platí.

« 6 AM » va ser el primer tema de Balvin al ingressar a la llista de música d'Espanya PROMUSICAE, a la posició 22, després se li va atorgar dos discos de platí. El tema es va convertir en el primer senzill en castellà en conquerir un disc de diamant per a un tema espanyol als Estats Units. «6 AM» va estar nominat al Premi Grammy Llatí com a millor interpretació urbana i millor cançó urbana, encara que no va guanyar, si es va dur dos Premis Lo Nuestro, a millor cançó i col·laboració urbana.

El 23 d'octubre va llançar el seu tercer àlbum i primer tall internacional La família, produït per les companyies discogràfiques Capitol Latin i EMI Music México. L'àlbum va ser produït per Màster Chris, Arbise González «Motiff», Mr. Pomps, Rome, Keith Ross i Gavriel Aminov «Vein». L'àlbum es va posicionar en la desena casella de Top Latin Albums de Billboard, i va guanyar cinc discos de platí en el seu pais natal Colòmbia, així com dos discos de platí a Mèxic i Xile, un disc de platí a Perú i Romania, i un disc d'or a l'Argentina, Equador i Veneçuela. El 2014, l'àlbum va estar nominat al millor àlbum de música urbana en els Grammy Llatí, però va perdre davant Multi viral de Carrer. L'artista va llançar el 2014 el senzill «Ay vamos». El tema es converteix en el seu primer número u en la llista d'Hot Latin Songs, on roman sol una setmana, a més també va entrar a la primera posició en Colòmbia, el seu quart número u. El tema es va convertir a més en el segon senzill a ser certificat diamant per un artista llatí.

El 2015, es va embarcar en la gira musical Sex and Love Tour d'Enrique Iglesias i Pitbull. Aquest mateix any el tema «Ay vamos» va guanyar el Premi Grammy Llatí a millor cançó urbana, al rebre el premi li va agrair a Déu, a Colòmbia i al seu equip de treball entre otros. Aquesta mateixa nit, va obrir la presentació al costat de Farruko, Major Lazer i MØ interpretant «Ginza» i «Lean On». El 2015, llança «Ginza», primer senzill del seu següent àlbum. Aquest tema es posiciona en el número ua Estats Units, així com a Mèxic i Espanya, sent l'èxit internacional de l'artista, ja que a més va ingressar a la llista Billboard Hot 100, en la posició 84, és així el seu primer senzill en aquesta llista. «Ginza» va guanyar un disc d'or a Mèxic, i un disc de platí a Espanya i Estats Units. Balvin ha aconseguit certificar diversos vídeos musicals, en aconseguir sobrepassar les 100 milions de visites en el seu compte de VEVO.

## Estil musical i imatge pública
La principal influència per a la composició de les cançons de J Balvin, són les seves vivències a Medellin, també a la seva evolució com artista. Per al seu àlbum La família, l'artista va usar sons jamaicans, així com merengue, música electrònica i acústica, R & B i jazz, no deixant de banda el seu estil urbà.

Balvin té trenta tatuatges en el seu cos, entre ells les paraules «família» i «la meva gent», en una entrevista a El Espectador, va explicar que fan referència a la connotació de l'amor sense interès, i fan referència als seus fans, que el recolzen. El seu estil de música s'ha vist influenciada per artistes com Bone Thugs n Harmony, Nas (raper), Mos Def, Vico C, El General, Àngel López de Son By Four i Daddy Yankee. També sent admiració per Juanes, Cultura Profètica, Rihanna, Justin Timberlake i Mercedes Sosa.

La vida personal de l'artista és un tema reservat per a ell, però confessa que va tenir una relació de vuit anys, també se li ha aparellat sentimentalment amb la model i presentadora colombiana Alejandra Buitrago. No obstant això, s'ha vist embolicat en diverses polèmiques, com la declinació de la seva participació en el certamen Miss USA 2015, propietat -en aquest llavors- l'empresari nord-americà Donald Trump.

## Premis i nominacions
| Any  | Premi                       | Treball nominat    | Categoría                           | Resultat   |
| ---- | --------------------------- | ------------------ | ----------------------------------- | ---------- |
| 2010 | Premis Nuestra Tierra       | J Balvin           | Millor artista o grup urbà          | Guanyador  |
| 2010 | Premis Nuestra Tierra       | J Balvin           | Artista preferit del públic         | Guanyador  |
| 2010 | Premis Shock                | J Balvin           | Millor artista nacional             | Guanyador  |
| 2010 | Premis Shock                | J Balvin           | Boom de l'any                       | Guanyador  |
| 2010 | Premis Shock                | Real               | Álbum de l'any                      | Nominat    |
| 2010 | Premis Shock                | «Sin compromiso»   | Millor cançó radio                  | Nominat    |
| 2011 | Premis Nuestra Tierra       | J Balvin           | Artista preferit del públic         | Guanyador  |
| 2011 | Premis Nuestra Tierra       | «Sin compromiso»   | Cançó preferida del públic          | Guanyador  |
| 2011 | Premis Shock                | J Balvin           | Artista de l'any                    | Guanyador  |
| 2011 | Premis Shock                | J Balvin           | Millor artista urbà                 | Guanyador  |
| 2011 | Premis Shock                | «Me gustas tú»     | Millor cançó radio                  | Nominat    |
| 2012 | Premis Nuestra Tierra       | J Balvin           | Artista de l'any                    | Guanyador  |
| 2012 | Premis Nuestra Tierra       | J Balvin           | Millor artista o grup urbà          | Guanyador  |
| 2012 | Premis Shock                | J Balvin           | Artista de l'any                    | Guanyador  |
| 2012 | Premis Shock                | J Balvin           | Artista shock                       | Guanyador  |
| 2012 | Premis Shock                | «Yo te lo dije»    | Millor cançó radio                  | Guanyador  |
| 2013 | Premis Nuestra Tierra       | J Balvin           | Millor artista urbà                 | Guanyador  |
| 2013 | Premis Nuestra Tierra       | J Balvin           | Artista preferit del públic         | Guanyador  |
| 2013 | Premis Shock                | J Balvin           | Artista de l'any                    | Nominat    |
| 2013 | Premis Shock                | J Balvin           | Millor artista urbà                 | Guanyador  |
| 2013 | Premis Shock                | «Sola»             | Millor cançó solista masculi        | Nominat    |
| 2013 | Premis Shock                | «Tranquila»        | Millor cançó radio                  | Nominat    |
| 2014 | Premis Lo Nuestro           | «Tranquila»        | Vídeo de l'any                      | Nominat    |
| 2014 | Premis Nuestra Tierra       | J Balvin           | Millor artista del públic           | Guanyador  |
| 2014 | Premis Grammy Llatí         | «6 AM»             | Millor interpretació urbà           | Nominat    |
| 2014 | Premis Grammy Llatí         | «6 AM»             | Millor cançó urbana                 | Nominat    |
| 2014 | Premis Grammy Llatí         | La familia         | Millor álbum de música urbana       | Nominat    |
| 2014 | MTV Europe Music Awards     | J Balvin           | Millor acte llatinoamericà centre   | Nominat    |
| 2014 | Premis Joventut             | «6 AM»             | La combinació perfecta              | Nominat    |
| 2014 | Premis Joventut             | «6 AM»             | Mi ringtone                         | Nominat    |
| 2014 | Premis Joventut             | La familia         | Lo toco todo                        | Nominat    |
| 2015 | Premis Lo Nuestro           | J Balvin           | Artista de l'any                    | Nominat    |
| 2015 | Premis Lo Nuestro           | J Balvin           | Artista urbà de l'any               | Guanyador  |
| 2015 | Premis Lo Nuestro           | La familia         | Álbum urbà de l'any                 | Guanyador  |
| 2015 | Premis Lo Nuestro           | «6 AM»             | Canç'o urbana de l'any              | Guanyador  |
| 2015 | Premis Lo Nuestro           | «6 AM»             | Col·laboració urbana de l'any       | Guanyador  |
| 2015 | Premis Joventut             | J Balvin           | El meu artista urbà                 | Nominat    |
| 2015 | Premis Joventut             | Sex and Love Tour  | El super tour                       | Guanyador  |
| 2015 | Premis Joventut             | «Ay vamos»         | La mes enganxosa                    | Nominat    |
| 2015 | Premis Joventut             | «Ay vamos»         | El meu ringtone                     | Nominat    |
| 2015 | Premis Billboard            | J Balvin           | Top artista llati                   | Nominat    |
| 2015 | Premis Billboard            | «6 AM»             | Top latin song                      | Nominat    |
| 2015 | Premis Billboard            | J Balvin           | Millor nou artista                  | Guanyador  |
| 2015 | Premis Billboard            | J Balvin           | Artista Hot latin songs de l'any    | Nominat    |
| 2015 | Premis Billboard            | J Balvin           | Artista Latin rhythm song de l'any  | Guanyador  |
| 2015 | Premis Billboard            | J Balvin           | Artista Latin rhythm album de l'any | Nominat    |
| 2015 | Premis Billboard            | J Balvin           | Compositor de l'any                 | Nominat    |
| 2015 | Premis Billboard            | «6 AM»             | Hot latin song de l'any             | Nominat    |
| 2015 | Premis Billboard            | «6 AM»             | Hot latin song vocal de l'any       | Nominat    |
| 2015 | Premis Billboard            | «6 AM»             | Airplay song de l'any               | Nominat    |
| 2015 | Premis Billboard            | «6 AM»             | Cançó digital de l'any              | Nominat    |
| 2015 | Premis Billboard            | «6 AM»             | Latin rhythm song de l'any          | Guanyador  |
| 2015 | Premis Billboard            | «Ay vamos»         | Latin rhythm song de l'any          | Nominat    |
| 2015 | Premis Billboard            | La familia         | Latin rhythm àlbum de l'any         | Nominat    |
| 2015 | Latin American Music Awards | J Balvin           | Artista nou Xfinity                 | Guanyador  |
| 2015 | Latin American Music Awards | J Balvin           | Artista urbà preferit               | Nominat    |
| 2015 | Latin American Music Awards | «Ay vamos»         | Cançó de l'any                      | Nominat    |
| 2015 | Latin American Music Awards | «Ay vamos»         | Cançó urbana preferida              | Nominat    |
| 2015 | Latin American Music Awards | «Ay vamos»         | Cançó streaming preferida           | Nominat    |
| 2015 | Premis Grammy Llatí         | «Ay vamos»         | Millor cançó urbana                 | Guanyador  |
| 2015 | Premis Grammy Llatí         | «Ay vamos»         | Millor interpretació vocal urbana   | Nominat    |
| 2016 | Premis Lo Nuestro           | J Balvin           | Artista de l'any                    | Guanyador  |
| 2016 | Premis Lo Nuestro           | La Familia B Sides | Álbum urbà de l'any                 | Guanyador. |